# Campeonato Catarinense de Futebol de 2008

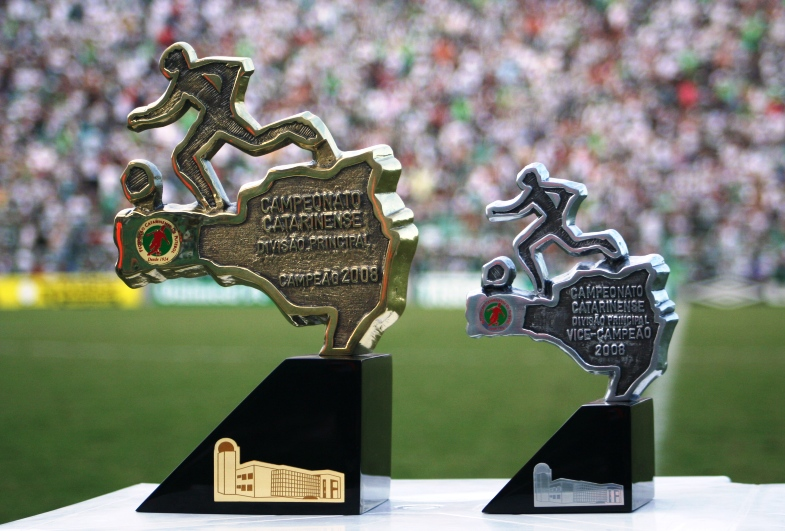

O Campeonato Catarinense de Futebol de 2008 foi a 83ª edição do principal torneio catarinense entre clubes.

## Divisão Principal
A Divisão Principal de 2008 contou com a participação dos 11 clubes que disputaram a edição anterior mais o Atlético Tubarão, vencedor da Divisão de Acesso de 2007. A FCF, após reuniões com os clubes catarinenses decidiu diminuir o número de participantes do torneio para 10 em 2009, aumentando o número de rebaixados de 2 para 3 e diminuindo o número de ascensões para 1.

### Equipes Participantes
| Equipe        | Município      | Em 2007            | Estádio                             | Títulos           |
| ------------- | -------------- | ------------------ | ----------------------------------- | ----------------- |
| Atlético      | Ibirama        | 3º                 | Hermann Aichinger                   | ---               |
| Atlético      | Tubarão        | 1º (Acesso)        | Estádio Domingos Silveira Gonzales  | ---               |
| Avaí          | Florianópolis  | 4º                 | Ressacada                           | 13 títulos        |
| Brusque       | Brusque        | 9º                 | Augusto Bauer                       | 1992              |
| Chapecoense   | Chapecó        | Campeã             | Índio Condá                         | 1977, 1996 e 2007 |
| Criciúma      | Criciúma       | 2º                 | Heriberto Hülse*                    | 9 títulos         |
| Figueirense   | Florianópolis  | 5º                 | Orlando Scarpelli                   | 14 Títulos        |
| Guarani       | Palhoça        | 7º                 | Renato Silveira*                    | ---               |
| Joinville     | Joinville      | 11º, 1º (Especial) | Arena Joinville                     | 12 Títulos        |
| Juventus      | Jaraguá do Sul | 6º                 | João Marcatto                       | ---               |
| Marcílio Dias | Itajaí         | 10º                | Hercílio Luz                        | 1963              |
| Metropolitano | Blumenau       | 8º                 | Complexo Esportivo Bernardo Werner* | ---               |

*Tais estádios não foram utilizados no início do Campeonato por reformas.

### Fórmula de Disputa
Os 12 participantes jogaram em grupo único, onde disputaram 2 turnos todos contra todos. O turno conteve as partidas de ida e o returno as de volta, sendo que, ao começar o returno, os pontos foram zerados. O vencedor de cada turno (os que somaram mais pontos) foram classificados para a fase final. Nesta fase os dois clubes jogaram partidas de ida e volta e aquele que apresentou mais pontos na fase final, independente do saldo de gols, é declarado Campeão Catarinense de 2008. Caso houver empate de pontos, o segundo jogo terá uma prorrogação de 30 minutos com o placar zerado e se esta não resolver, o campeonato será disputado nos pênaltis. Caso o campeão ao turno for o mesmo do returno, não haverá a fase final e este será declarado campeão. Os 3 clubes que apresentarem a menor pontuação no campeonato inteiro (Pontos do Turno + Pontos do Returno) cairão para a Divisão Especial de 2008. O campeão geral será classificado para a Série C do Campeonato Brasileiro de 2008, caso este já estiver classificado para as séries A, B ou C, o vice-campeão classificar-se-á, caso este também já estiver, a vaga será repassada para o 3º colocado (o que somar mais pontos nos 2 turnos, além do campeão e vice) e assim por diante. O campeão e o vice-campeão classificam-se para a Copa do Brasil de 2009, caso um destes esteja classificado à Libertadores de 2009, a vaga é repassada para o próximo colocado do campeonato.

### Critérios de Desempate
- Número de vitórias
- Saldo de gols
- Gols pró
- Confronto direto
- Sorteio

### Turno
| 1 | Figueirense         | 25 | 11 | 7 | 4 | 0 | 28 | 13 | +15 |
| 2 | Criciúma            | 23 | 11 | 7 | 2 | 2 | 26 | 16 | +10 |
| 3 | Avaí                | 22 | 11 | 7 | 1 | 3 | 29 | 11 | +18 |
| 4 | Metropolitano       | 21 | 11 | 6 | 3 | 2 | 24 | 19 | +5  |
| 5 | Guarani             | 16 | 11 | 4 | 3 | 4 | 13 | 19 | -6  |
| 6 | Chapecoense         | 14 | 11 | 4 | 3 | 4 | 20 | 18 | +2  |
| 7 | Marcílio Dias       | 13 | 11 | 4 | 1 | 6 | 13 | 14 | -1  |
| 8 | Atlético de Ibirama | 13 | 11 | 3 | 4 | 4 | 14 | 17 | -3  |
| 9 | Joinville           | 11 | 11 | 3 | 2 | 6 | 10 | 15 | -5  |
| 10 | Juventus            | 9  | 11 | 2 | 3 | 6 | 12 | 30 | -18 |
| 11 | Brusque             | 8  | 11 | 1 | 5 | 5 | 14 | 22 | -8  |
| 12 | Atlético Tubarão    | 6  | 11 | 0 | 6 | 5 | 22 | 31 | -9  |
| PG - pontos ganhos; J - jogos; V - vitórias; E - empates; D - derrotas; GP - gols pró; GC - gols contra; SG - saldo de gols |                     |    |    |   |   |   |    |    |     |

### Returno
| 1 | Criciúma            | 25 | 11 | 7 | 4 | 0 | 27 | 12 | +15  |
| 2 | Avaí                | 24 | 11 | 7 | 3 | 1 | 31 | 9  | +22* |
| 3 | Figueirense         | 21 | 11 | 7 | 0 | 4 | 30 | 18 | +12  |
| 4 | Atlético Tubarão    | 18 | 11 | 5 | 3 | 3 | 18 | 15 | +3   |
| 5 | Metropolitano       | 17 | 11 | 5 | 2 | 4 | 19 | 19 | 0    |
| 6 | Joinville           | 16 | 11 | 4 | 4 | 3 | 17 | 16 | +1   |
| 7 | Marcílio Dias       | 16 | 11 | 4 | 4 | 3 | 23 | 24 | -1   |
| 8 | Atlético de Ibirama | 12 | 11 | 3 | 3 | 5 | 16 | 20 | -4*  |
| 9 | Chapecoense         | 10 | 11 | 3 | 1 | 7 | 20 | 26 | -6   |
| 10 | Juventus            | 10 | 11 | 3 | 1 | 7 | 17 | 33 | -16  |
| 11 | Brusque             | 8  | 11 | 2 | 2 | 7 | 13 | 20 | -7   |
| 12 | Guarani             | 6  | 11 | 1 | 3 | 7 | 19 | 33 | -14  |
| PG - pontos ganhos; J - jogos; V - vitórias; E - empates; D - derrotas; GP - gols pró; GC - gols contra; SG - saldo de gols |                     |    |    |   |   |   |    |    |      |

*  O Atlético de Ibirama foi punido pelo cai-cai, realizado no jogo contra o Avaí. Por causa disso, o placar foi alterado de 2 a 0 para 3 a 0. Ver Mais 

### Classificação Geral
| 1 | Criciúma            | 48 | 22 | 14 | 6 | 2  | 53 | 28 | +25 |
| 2 | Avaí                | 46 | 22 | 14 | 4 | 4  | 60 | 20 | +40 |
| 3 | Figueirense         | 46 | 22 | 14 | 4 | 4  | 58 | 31 | +27 |
| 4 | Metropolitano       | 38 | 22 | 11 | 5 | 6  | 43 | 39 | +4  |
| 5 | Marcílio Dias       | 29 | 22 | 8  | 5 | 9  | 36 | 38 | -2  |
| 6 | Joinville           | 27 | 22 | 7  | 6 | 9  | 27 | 31 | -4  |
| 7 | Atlético de Ibirama | 25 | 22 | 6  | 7 | 9  | 30 | 37 | -7  |
| 8 | Chapecoense         | 24 | 22 | 7  | 3 | 12 | 40 | 44 | -4  |
| 9 | Atlético Tubarão    | 24 | 22 | 5  | 9 | 8  | 40 | 46 | -6  |
| 10 | Guarani             | 21 | 22 | 5  | 6 | 11 | 32 | 52 | -20 |
| 11 | Juventus            | 19 | 22 | 5  | 4 | 13 | 27 | 63 | -36 |
| 12 | Brusque             | 16 | 22 | 3  | 7 | 11 | 27 | 45 | -18 |
| PG - pontos ganhos; J - jogos; V - vitórias; E - empates; D - derrotas; GP - gols pró; GC - gols contra; SG - saldo de gols |                     |    |    |    |   |    |    |    |     |

|  |                                                                                         |
|  | Classificados para a Copa do Brasil de 2009 e à Final do Campeonato Catarinense de 2008 |
|  | Classificados para o Campeonato Brasileiro da Série C 2008                              |
|  | Rebaixados para a Divisão Especial de 2008.                                             |

### Confrontos
|                     | AIB | ATU | AVA | BRU | CHA | CRI | FIG | GUA | JOI | JUV | MAD | MET |
| ------------------- | --- | --- | --- | --- | --- | --- | --- | --- | --- | --- | --- | --- |
| Atlético de Ibirama | —   | 2x1 | 0x2 | 1x1 | 2x0 | 1x1 | 0x3 | 2x1 | 0x0 | 5x0 | 0x0 | 3x1 |
| Atlético Tubarão    | 4x3 | —'  | 0x3 | 3x3 | 2x1 | 0x0 | 3x3 | 2x4 | 0x1 | 4x4 | 2x2 | 2x2 |
| Avaí                | 6x0 | 1x1 | —'  | 3x0 | 2x3 | 1x1 | 0x3 | 5x0 | 3x0 | 5x0 | 2x1 | 2x2 |
| Brusque             | 2x3 | 0x2 | 0x1 | —'  | 1x3 | 2x5 | 2x2 | 1x1 | 1x0 | 1x1 | 0x2 | 2x0 |
| Chapecoense         | 1x1 | 2x2 | 0x6 | 4x2 | —'  | 2x5 | 1x3 | 6x1 | 1x2 | 3x0 | 2x0 | 2x3 |
| Criciúma            | 1x0 | 4x4 | 1x0 | 1x0 | 3x1 | —'  | 3x1 | 3x2 | 1x1 | 4x1 | 5x1 | 2x1 |
| Figueirense         | 4x2 | 1x0 | 0x2 | 6x4 | 2x1 | 4x2 | —'  | 6x2 | 4x0 | 5x1 | 2x3 | 1x1 |
| Guarani             | 2x1 | 0x1 | 1x2 | 0x0 | 0x3 | 3x2 | 0x0 | —   | 2x1 | 5x5 | 2x2 | 2x3 |
| Joinville           | 0x0 | 3x1 | 0x3 | 3x1 | 2x2 | 2x2 | 0x1 | 3x1 | —'  | 5x1 | 0x1 | 2x0 |
| Juventus            | 1x0 | 2x5 | 0x4 | 2x1 | 1x0 | 0x2 | 1x0 | 0x0 | 3x0 | —'  | 1x3 | 2x4 |
| Marcílio Dias       | 3x3 | 1x0 | 4x3 | 1x2 | 2x1 | 0x1 | 1x3 | 1x2 | 2x2 | 5x0 | —'  | 1x4 |
| Metropolitano       | 2x1 | 4x1 | 3x3 | 1x1 | 2x1 | 1x4 | 2x4 | 3x1 | 1x0 | 2x1 | 1x0 | —'  |

- Jogos do Turno
- Jogos Do Returno

### Final
A final foi disputada em uma chave com dois times, onde foram realizados dois jogos. O clube que somou mais pontos, independente do saldo de gols, foi declarado Campeão Catarinense de 2008. Se houve um empate de pontos, o jogo foi decidido na prorrogação (com o placar zerado), caso este persistisse, a partida seria definida nos pênaltis.
O primeiro jogo resultou com a vitória do Figueirense por 1 a 0, no Estádio Orlando Scarpelli. O segundo, o Criciúma venceu por 3 a 1, de virada, no Estádio Heriberto Hülse. O campeonato foi definido na prorrogação, com 1 a 0 para o clube da capital. Assim, este consegue o 15º título, dois a mais que o rival Avaí. Já a equipe do sul do estado, perde o segundo estadual seguido em seu estádio e continua com 9 títulos, 3 a menos que o Joinville.
| 1 | Figueirense | 3 | 2 | 1 | 0 | 1 | 1 |
| 2 | Criciúma    | 3 | 2 | 1 | 0 | 1 | 0 |
| PG - pontos ganhos; J - jogos; V - vitórias; E - empates; D - derrotas; GP - gols pró; GC - gols contra; SG - saldo de gols; PRO - Gols na Prorrogação |             |   |   |   |   |   |   |

|  |                             |
|  | Campeão Catarinense de 2008 |

| Campeão do Turno | Campeão do Returno | Jogo 1 | Jogo 2 | Prorrogação |
| ---------------- | ------------------ | ------ | ------ | ----------- |
| Figueirense      | Criciúma           | 1-0    | 1-3    | 1-0         |

*O Figueirense teve a primeira partida jogada em casa, pois somou menos pontos na classificação geral. 
 Itálico Campeão Catarinense de 2008

## Divisão Especial
A Segundona do Catarinense teve seu nome alterado para Divisão Especial (Nome dado à antiga Divisão Intermediária), mas sem modificações no formato, exceto pela existência de um rebaixamento a recém criada Terceira Divisão. A competição contou com a participação de nove clubes prédefinidos mais os três rebaixados da Divisão Principal de 2008.

### Equipes Participantes
| Equipe        | Município          | Estádio                  |
| ------------- | ------------------ | ------------------------ |
| Brusque       | Brusque            | Augusto Bauer            |
| Camboriuense  | Camboriu           | Roberto Garcia           |
| Concórdia     | Concórdia          | Domingos Machado de Lima |
| Guarani***    | Palhoça            | Renato Silveira          |
| Hercílio Luz  | Tubarão            | Aníbal Costa             |
| Imbituba      | Imbituba           | Vila Nova                |
| Internacional | Lages              | Vidal Ramos Jr.          |
| Joaçaba       | Joaçaba            | Oscar Rodrigues da Nova  |
| Juventus      | Jaraguá do Sul     | João Marcatto            |
| NEC/Caçador*  | Navegantes/Caçador | Carlos Alberto da Costa  |
| Grêmio**      | Timbó              | Complexo Esportivo       |
| Próspera      | Criciúma           | Mário Balsini            |

 * O Navegantes fez parceria com o Caçador, visto que o primeiro não tinha estádio apropriado e o segundo almejava à disputa da Divisão Especial. Então, o NEC/Caçador mandará seus jogos na cidade do segundo 
 ** O Pinheiros transferiu-se de Lages para Timbó e ficou conhecido como Grêmio Timbó 
 *** O Guarani desistiu da competição, pois considerava seu rebaixamento injusto. Justificando a utilização de jogadores irregulares por parte do Atlético Tubarão. O TJD arquivou o caso, para a indignação do bugre, que não tinha formado time para disputar a segundona. Assim, foi automaticamente rebaixado para a Divisão de Acesso de 2009. 

### Fórmula de Disputa
O campeonato foi disputado em dois turnos e, se necessário, uma final.
Primeiro Turno: Os doze participantes foram divididos em dois grupos de seis. Em cada grupo, jogaram todos contra todos, apenas as partidas de ida, os dois maiores pontuadores das respectivas chaves, avançam às semifinais do turno. Nessa fase, os clubes jogam entre si no sistema mata-mata, em dois confrontos, seguindo a lógica: 1º grupo A x 2º Grupo B; 1º Grupo B x 2º Grupo A, sendo que os primeiros colocados jogam a partida de volta em casa. Os vitoriosos avançam à final do turno, onde são realizados dois jogos, sendo o segundo na casa do melhor colocado na fase de grupos (caso a colocação seja a mesma, analisa-se a pontuação). O campeão dessa etapa classificou-se para a Final do Campeonato.
Segundo Turno: Fórmula idêntica a do primeiro, mas com os jogos de volta na fase de grupos.
Final do Campeonato: Os dois vencedores de cada turno se enfrentaram nessa fase em uma final de 2 jogos, o clube que maior pontuou na fase de grupos do campeonato inteiro jogou a partida de volta em casa. O vencedor desta foi declarado Campeão Catarinense da Divisão Especial de 2008 e se classificou para a Divisão Principal do Campeonato Catarinense de 2009. Caso o campeão do turno tenha sido o mesmo do returno, essa fase tornou-se desnecessária e este classificou-se diretamente para a Divisão Principal e o vice-campeão foi a equipe, excluindo o campeão, que mais pontuou no campeonato.
Playoff de Rebaixamento: As últimas colocadas de cada grupo (as que menos pontuaram nas fases de grupo do campeonato inteiro) foram rebaixadas diretamente para a Divisão de Acesso de 2009. Já as quintas colocadas, disputaram um Playoff de rebaixamento, em dois jogos, no mesmo sistema das fases eliminatórias dos turnos. A equipe perdedora foi rebaixada e a vencedora conquistou o direito de permanecer na segundona.
Nas fases eliminatórias e no playoff de rebaixamento, venceu o clube que somou mais pontos, independente do saldo de gols, caso houvesse empate, zerou-se o placar e realizou-se uma prorrogação de 30 minutos, se o empate persistiu, o clube com melhor desempenho na primeira fase do respectivo turno, foi declarado o vencedor. Na Final do campeonato, se houve empate, realizou-se uma prorrogação e após isso, se o empate persistiu, uma disputa de pênaltis foi realizada.

#### Alterações
Com a desistência do Guarani de Palhoça, foi necessária a alteração do regulamento.
Primeiramente, as equipes mandantes das fases eliminatórias será aquela com a melhor média aritmética de pontos (Número de Pontos / Número de Jogos) e não com a melhor colocação, nem com a melhor pontuação. A segunda alteração foi em relação ao rebaixamento. O clube de Palhoça foi rebaixado automaticamente com a 12ª colocação. As outras duas equipes serão: a última colocada do Grupo A, na classificação geral e a perdedora do playoff de rebaixamento, disputado pelas quintas colocadas de cada grupo. Regulamento Alterado

### Critérios de Desempate
- Número de vitórias
- Saldo de gols
- Gols pró
- Confronto direto
- Sorteio

### Primeiro Turno

#### Fase de Grupos
Grupo A
| 1 | Brusque        | 11 | 5 | 3 | 2 | 0 | 10 | 5  | +5 | 2,20 |
| 2 | Concórdia      | 8  | 5 | 2 | 2 | 1 | 11 | 7  | +4 | 1,60 |
| 3 | Joaçaba        | 8  | 5 | 2 | 2 | 1 | 11 | 9  | +2 | 1,60 |
| 4 | Grêmio Timbó   | 6  | 5 | 1 | 3 | 1 | 6  | 8  | -2 | 1,20 |
| 5 | Inter de Lages | 4  | 5 | 1 | 1 | 3 | 8  | 15 | -7 | 0,80 |
| 6 | NEC/Caçador    | 3  | 5 | 1 | 0 | 4 | 5  | 7  | -2 | 0,60 |
| PG - pontos ganhos; J - jogos; V - vitórias; E - empates; D - derrotas; GP - gols pró; GC - gols contra; SG - saldo de gols ; MP - média de pontos |                |    |   |   |   |   |    |    |    |      |

Grupo B
| 1 | Camboriuense | 8 | 4 | 2 | 2 | 0 | 8 | 2 | +6 | 2,00 |
| 2 | Juventus     | 8 | 4 | 2 | 2 | 0 | 7 | 2 | +5 | 2,00 |
| 3 | Imbituba     | 4 | 3 | 1 | 1 | 1 | 3 | 7 | -4 | 1,33 |
| 4 | Hercílio Luz | 3 | 4 | 1 | 0 | 3 | 7 | 8 | -1 | 0,75 |
| 5 | Próspera     | 1 | 3 | 0 | 1 | 2 | 1 | 7 | -6 | 0,33 |
| PG - pontos ganhos; J - jogos; V - vitórias; E - empates; D - derrotas; GP - gols pró; GC - gols contra; SG - saldo de gols ; MP - média de pontos |              |   |   |   |   |   |   |   |    |      |

#### Semifinais
| Time 1*   | Time 2       | Jogo 1 | Jogo 2 | Prorrogação |
| --------- | ------------ | ------ | ------ | ----------- |
| Juventus  | Brusque      | 0-2    | 1-0    | 0-1         |
| Concórdia | Camboriuense | 2-1    | 1-1    |             |

*Os times citados em primeiro jogaram a partida de ida em casa 

#### Final
O Brusque jogou a segunda partida em casa, pois apresentou melhor desempenho na Fase de Grupos.
r
| Campeão | Vice-Campeão | Jogo 1 | Jogo 2 |
| ------- | ------------ | ------ | ------ |
| Brusque | Concórdia    | 1-1    | 3-1    |

### Segundo Turno

#### Fase de Grupos
Grupo A
| 1 | Brusque        | 12 | 5 | 4 | 0 | 1 | 16 | 3  | +13 | 2,40 |
| 2 | Concórdia      | 10 | 5 | 3 | 1 | 1 | 7  | 4  | +3  | 2,00 |
| 3 | Joaçaba        | 6  | 5 | 2 | 0 | 3 | 8  | 8  | 0   | 1,20 |
| 4 | NEC/Caçador    | 9  | 5 | 3 | 0 | 2 | 7  | 10 | -3  | 1,80 |
| 5 | Inter de Lages | 6  | 5 | 2 | 0 | 3 | 4  | 11 | -7  | 1,20 |
| 6 | Grêmio Timbó   | 1  | 5 | 1 | 0 | 4 | 2  | 8  | -6  | 0,20 |
| PG - pontos ganhos; J - jogos; V - vitórias; E - empates; D - derrotas; GP - gols pró; GC - gols contra; SG - saldo de gols ; MP - média de pontos |                |    |   |   |   |   |    |    |     |      |

Grupo B
| 1 | Juventus     | 8 | 4 | 2 | 2 | 0 | 8 | 4 | +4 | 2,00 |
| 2 | Imbituba     | 5 | 4 | 1 | 2 | 1 | 2 | 2 | 0  | 1,25 |
| 3 | Próspera     | 5 | 4 | 1 | 2 | 1 | 3 | 5 | -2 | 1,2  |
| 4 | Hercílio Luz | 4 | 4 | 1 | 1 | 2 | 3 | 4 | -1 | 1,00 |
| 5 | Camboriuense | 3 | 4 | 0 | 3 | 1 | 3 | 4 | -1 | 0,75 |
| PG - pontos ganhos; J - jogos; V - vitórias; E - empates; D - derrotas; GP - gols pró; GC - gols contra; SG - saldo de gols ; MP - média de pontos |              |   |   |   |   |   |   |   |    |      |

#### Semifinais
| Time 1*   | Time 2   | Jogo 1 | Jogo 2 | Prorrogação |
| --------- | -------- | ------ | ------ | ----------- |
| Imbituba  | Brusque  | 2-1    | 0-7    | 0-1         |
| Concórdia | Juventus | 1-3    | 0-2    |             |

*Os times citados em primeiro jogaram a partida de ida em casa 

#### Final
O Brusque jogou a segunda partida em casa, pois apresentou melhor desempenho na Fase de Grupos. Por ter ganho os dois turnos, a equipe brusquense foi declarada campeã da Divisão Especial de 2008 e garantiu a volta à elite do futebol catarinense.
| Campeão | Vice-Campeão | Jogo 1 | Jogo 2 |
| ------- | ------------ | ------ | ------ |
| Brusque | Juventus     | 4-3    | 4-2    |

### Rebaixamento

#### Classificação Geral
| 1 | Brusque        | 23 | 10 | 7 | 2 | 1 | 26 | 8  | +18 | 2,30 |
| 2 | Concórdia      | 18 | 10 | 5 | 3 | 2 | 18 | 11 | +7  | 1,80 |
| 3 | Joaçaba        | 14 | 10 | 4 | 2 | 4 | 18 | 16 | +2  | 1,40 |
| 4 | NEC/Caçador    | 12 | 10 | 4 | 0 | 6 | 12 | 17 | -5  | 1,20 |
| 5 | Inter de Lages | 10 | 10 | 3 | 1 | 6 | 12 | 26 | -14 | 1,00 |
| 6 | Grêmio Timbó   | 7  | 10 | 1 | 4 | 5 | 8  | 16 | -8  | 0,70 |
| PG - pontos ganhos; J - jogos; V - vitórias; E - empates; D - derrotas; GP - gols pró; GC - gols contra; SG - saldo de gols ; MP - média de pontos |                |    |    |   |   |   |    |    |     |      |

| 1 | Juventus     | 16 | 8 | 4 | 4 | 0 | 15 | 6  | +9  | 2,00 |
| 2 | Imbituba     | 12 | 8 | 3 | 3 | 2 | 7  | 9  | -2  | 1,50 |
| 3 | Camboriuense | 11 | 8 | 2 | 5 | 1 | 11 | 6  | +5  | 1,37 |
| 4 | Hercílio Luz | 7  | 8 | 2 | 1 | 5 | 10 | 12 | -2  | 0,87 |
| 5 | Próspera     | 6  | 8 | 1 | 3 | 4 | 4  | 14 | -10 | 0,75 |
| 6 | Guarani      | 0  | 0 | 0 | 0 | 0 | 0  | 0  | 0   | 0    |
| PG - pontos ganhos; J - jogos; V - vitórias; E - empates; D - derrotas; GP - gols pró; GC - gols contra; SG - saldo de gols ; MP - média de pontos |              |    |   |   |   |   |    |    |     |      |

|  |                                                              |
|  | Playoff do Rebaixamento                                      |
|  | Rebaixados automaticamente para a Divisão de Acesso de 2009. |

#### Playoff do Rebaixamento
O Playoff seria disputado entre o Inter de Lages e o Próspera, entretanto, a equipe lageana foi suspensa e não pôde disputar o Playoff. Com isso, estabeleceu-se que ambos os jogos teriam resultado de 3 a 0 para o clube de Criciúma. Assim, o colorado do Planalto Serrano, foi rebaixado junto com o Grêmio Timbó e com o Guarani de Palhoça.

### Confrontos da Fase de Grupos
|                | BRU | CON | INT | JOA | NEC  | GRE | CAM  | GUA  | HER  | IMB  | JUV  | PRÓ  |
| -------------- | --- | --- | --- | --- | ---- | --- | ---- | ---- | ---- | ---- | ---- | ---- |
| Brusque        | —   | 0x0 | 5x2 | 3x2 | 8x1  | 2x0 | —    | —    | —    | —    | —    | —    |
| Concórdia      | 1x0 | —   | 5x1 | 3x3 | 2x0  | 0x0 | —    | —    | —    | —    | —    | —    |
| Inter de Lages | 0x2 | 4x3 | —'  | 1x0 | 0x3* | 1x1 | —    | —    | —    | —    | —    | —    |
| Joaçaba        | 1x4 | 3x0 | 1x0 | —'  | 2x0  | 3x1 | —    | —    | —    | —    | —    | —    |
| NEC/Caçador    | 0x1 | 0x1 | 5x1 | 2x1 | —'   | 0x1 | —    | —    | —    | —    | —    | —    |
| Grêmio Timbó   | 1x1 | 0x3 | 1x2 | 3x3 | 0x1  | —'  | —    | —    | —    | —    | —    | —    |
| Camboriuense   | —   | —   | —   | —   | —    | —   | —    | canc | 1x0  | 5x0  | 2x2  | 0x0  |
| Guarani        | —   | —   | —   | —   | —    | —   | canc | —'   | canc | canc | canc | canc |
| Hercílio Luz   | —   | —   | —   | —   | —    | —   | 4x0  | canc | —    | 1x4  | 1x4  | 4x0  |
| Imbituba       | —   | —   | —   | —   | —    | —   | 1x0  | canc | 3x2  | —    | 0x0  | 2x0  |
| Juventus       | —   | —   | —   | —   | —    | —   | 1x1  | canc | 2x1  | 0x0  | —    | 4x1  |
| Próspera       | —   | —   | —   | —   | —    | —   | 1x1  | canc | 1x0  | 1x1  | 0x2  | —    |

- Jogos do 1º Turno
- Jogos Do 2º Turno

 Canc = jogos cancelados do Guarani, por este ter desistido da competição 

 * O Inter de Lages foi suspenso por não pagamento de dívidas que tinha com a FCF, portanto, o jogo que seria realizado com o Caçador foi cancelado e o resultado estabelecido foi 3 a 0 para o NEC.  

## Divisão de Acesso
A Divisão de Acesso (nome dado à antiga Segunda Divisão) passou a ser a recém criada Terceira Divisão do Futebol Catarinense. A competição contou com 5 times pré-definidos e teve formato semelhante à Divisão Principal.

### Equipes Participates
| Equipe                     | Município                | Estádio                        |
| -------------------------- | ------------------------ | ------------------------------ |
| Costa Esmeralda            | Itapema                  | Municipal de Bombinhas*        |
| Atlético Clube Chapecó/CTM | Chapecó/Guarujá do Sul** | Beija Flor                     |
| Porto                      | Porto União              | Antiocho Pereira***            |
| Santa Catarina             | São Francisco do Sul     | Ernesto Schlemm (Ernestão)**** |
| Videira                    | Videira                  | Luiz Leoni                     |

 * O Costa Esmeralda é um clube da cidade de Itapema, porém manda seus jogos no município de Bombinhas. 
 
** O CTM fez parceria com o Atlético Chapecó e jogam em Guarujá do Sul 
 
*** O Porto é um clube da cidade de Porto União, mas manda seus jogos em União da Vitória, no Paraná  

**** O Santa Catarina, sediado em São Francisco do Sul, joga no Ernestão, em Joinville, estádio do Caxias 

### Fórmula de Disputa
O Campeonato foi dividido em 3 períodos:
Turno: Os 5 participantes jogaram em grupo único, todos contra todos apenas as partidas de ida. As duas equipes que mais somaram pontos ao final de 5 rodadas avançaram para a Final do Turno. Nessa fase, as finalistas jogaram em duas partidas sendo mandante da segunda partida, o 1º colocado na fase inicial. O clube que obteve mais pontos nos dois jogos, independente do saldo de gols, avançou à Final do Campeonato. Se houve empate de pontos, realizou-se uma prorrogação de 30 minutos com o placar zerado e se esta não resolveu, ocorreu disputa de pênaltis. 

Returno: Igual ao turno, mas com as partidas de volta. 

Final: Nesta fase os dois clubes jogaram partidas de ida e volta e aquele que apresentou mais pontos na fase final, independente do saldo de gols, foi declarado Campeão Catarinense da Divisão de Acesso de 2008, se houve empate de pontos, o segundo jogo teve uma prorrogação de 30 minutos com o placar zerado e se esta não resolveu, o campeonato foi disputado nos pênaltis.
Se o campeão do turno foi o mesmo do returno, não houve fase final e este foi declarado campeão e garantiu o acesso à Divisão Especial de 2009.

### Critérios de Desempate
- Número de vitórias
- Saldo de gols
- Gols pró
- Confronto direto
- Sorteio

### Turno

#### Classificação
| 1 | Porto                | 10 | 4 | 3 | 1 | 0 | 11 | 0  | +11 |
| 2 | Costa Esmeralda      | 10 | 4 | 3 | 1 | 0 | 5  | 1  | +4  |
| 3 | Videira              | 6  | 4 | 2 | 0 | 2 | 9  | 4  | +5  |
| 4 | Santa Catarina       | 1  | 4 | 0 | 1 | 3 | 2  | 6  | -4  |
| 5 | Atlético Chapecó/CTM | 1  | 4 | 0 | 1 | 3 | 1  | 17 | -16 |
| PG - pontos ganhos; J - jogos; V - vitórias; E - empates; D - derrotas; GP - gols pró; GC - gols contra; SG - saldo de gols |                      |    |   |   |   |   |    |    |     |

#### Final
O Porto-SC jogou a segunda partida em casa, pois apresentou melhor desempenho na Fase Inicial.
| Campeão | Vice-Campeão    | Jogo 1 | Jogo 2 |
| ------- | --------------- | ------ | ------ |
| Porto   | Costa Esmeralda | 2-0    | 0-0    |

### Returno

#### Classificação
| 1 | Porto                | 9   | 3 | 3 | 0 | 0 | 12 | 1  | +11 |
| 2 | Videira              | 6   | 3 | 2 | 0 | 1 | 10 | 3  | +7  |
| 3 | Atlético Chapecó/CTM | 0   | 3 | 0 | 0 | 3 | 0  | 10 | -10 |
| 4 | Santa Catarina       | -3* | 4 | 1 | 0 | 2 | 4  | 12 | -8  |
| PG - pontos ganhos; J - jogos; V - vitórias; E - empates; D - derrotas; GP - gols pró; GC - gols contra; SG - saldo de gols |                      |     |   |   |   |   |    |    |     |

*O Santa Catarina perdeu 6 pontos por uso de jogador irregular  

 O Costa Esmeralda abandonou a competição após a primeira rodada do returno, tendo todos os seus jogos desse período cancelados. A primeira partida, na qual perdeu por 1 a 0 para o Videira no Estado Municipal, foi anulada. 

#### Final
O Porto-SC jogou a segunda partida em casa, pois apresentou melhor desempenho na Fase Inicial. Por ter ganho os dois turnos, a equipe foi declarada campeã da Divisão de Acesso de 2008 e garantiu a vaga à Divisão Especial de 2008.
| Campeão | Vice-Campeão | Jogo 1 | Jogo 2 |
| ------- | ------------ | ------ | ------ |
| Porto   | Videira      | 1-0    | 1-1    |

## Copa Santa Catarina
A Copa Santa Catarina de 2008 foi a 10ª edição do segundo principal torneio de futebol de Santa Catarina. Seis clubes se inscreveram, o Avaí B, Brusque, Chapecoense, Cidade Azul (ganhou a vaga do atual campeão Marcílio Dias que desistiu da competição), Joinville e Metropolitano.
Nesse ano, realizou-se a segunda Recopa Sul-Brasileira, com os vencedores das copas de Santa Catarina, São Paulo, do Rio Grande do Sul e do Paraná.

### Equipes Participantes
| Equipe        | Município     | Estádio                    | Títulos |
| ------------- | ------------- | -------------------------- | ------- |
| Avaí B        | Florianópolis | Ressacada                  | 1       |
| Brusque       | Brusque       | Augusto Bauer              | 1       |
| Chapecoense   | Chapecó       | Indio Condá                | 1       |
| Atlético      | Tubarão       | Domingos Silveira Gonzalez | ---     |
| Joinville     | Joinville     | Arena Joinville            | ---     |
| Metropolitano | Blumenau      | C.E. Bernardo Werner       | ---     |

### Fórmula de Disputa
A Copa Santa Catarina foi disputada em duas fases, fase de grupos (triangular) e finais.
Fase de Grupos: Os 6 participantes foram divididos em dois grupos "A" e "B". Todos jogaram em turno e returno somente dentro de suas chaves, os dois primeiros colocados foram classificados à fase final.
Fase Final: Foi disputada em jogos de ida e volta entre os primeiros colocados de cada grupo, sendo o mandante do último jogo a equipe que obtiver melhor campanha na 1ª fase, de acordo com os critérios de desempate.
Foi considerada campeã a equipe que obtiver o maior êxito nos dois jogos. O campeão foi classificado para a Série D do campeonato brasileiro de 2008. Se este já estava classificado para as séries A, B ou C, o vice-campeão assumiu. Se este também estiva, a vaga será repassada para o 3º colocado (o que somou mais pontos na primeira fase, além do campeão e vice) e assim por diante. O campeão também foi classificado à Recopa Sul-Brasileira de 2008.
Na fase final, venceu quem somasse mais pontos, independente do saldo de gols. Se houver empate, realiza-se uma prorrogação de 30 minutos e se essa não resolvera, uma disputa de pênaltis é necessária.

### Critérios de Desempate
- Número de vitórias;
- Saldo de gols;
- Gols pró;
- Confronto direto, somente no caso de empate entre duas equipes;
- Sorteio

### Fase de Grupos
Grupo A
| 1 | Brusque       | 6 | 4 | 2 | 0 | 2 | 4 | 6 | -2 |
| 2 | Avaí B        | 5 | 4 | 1 | 2 | 1 | 8 | 6 | 2  |
| 3 | Metropolitano | 5 | 4 | 1 | 2 | 1 | 4 | 4 | 0  |
| PG - pontos ganhos; J - jogos; V - vitórias; E - empates; D - derrotas; GP - gols pró; GC - gols contra; SG - saldo de gols |               |   |   |   |   |   |   |   |    |

Grupo B
| 1 | Joinville        | 8 | 4 | 2 | 2 | 0 | 13 | 7  | 6  |
| 2 | Chapecoense      | 8 | 4 | 2 | 2 | 0 | 9  | 6  | 3  |
| 3 | Atlético Tubarão | 0 | 4 | 0 | 0 | 4 | 5  | 14 | -9 |
| PG - pontos ganhos; J - jogos; V - vitórias; E - empates; D - derrotas; GP - gols pró; GC - gols contra; SG - saldo de gols |                  |   |   |   |   |   |    |    |    |

|  |                            |
|  | Classificados à fase final |

### Final
| Classificação | Classificação | Classificação | Classificação | Classificação | Classificação | Classificação | Classificação | Classificação | Classificação | Classificação | Classificação | Classificação | Classificação | Classificação | Classificação | Classificação | Classificação | Classificação | Classificação | Classificação | Classificação | Classificação | Classificação | Classificação | Classificação | Classificação | Classificação | Classificação | Classificação | Classificação | Classificação | Classificação | Classificação | Classificação | Classificação | Classificação | Classificação | Classificação | Classificação | Classificação | Classificação | Classificação | Classificação | Classificação | Classificação | Classificação | Classificação | Classificação | Classificação |
| Time | Time          | PG            | J             | V             | E             | D             | GP            | GC            | SG            | PRO           | PÊN           |               |               |               |               |               |               |               |               |               |               |               |               |               |               |               |               |               |               |               |               |               |               |               |               |               |               |               |               |               |               |               |               |               |               |               |               |               |               |
| --- | ------------- | ------------- | ------------- | ------------- | ------------- | ------------- | ------------- | ------------- | ------------- | ------------- | ------------- | ------------- | ------------- | ------------- | ------------- | ------------- | ------------- | ------------- | ------------- | ------------- | ------------- | ------------- | ------------- | ------------- | ------------- | ------------- | ------------- | ------------- | ------------- | ------------- | ------------- | ------------- | ------------- | ------------- | ------------- | ------------- | ------------- | ------------- | ------------- | ------------- | ------------- | ------------- | ------------- | ------------- | ------------- | ------------- | ------------- | ------------- | ------------- |
| 1 | Brusque       | 3             | 2             | 1             | 0             | 1             | 2             | 2             | 0             | 0             | 4             |               |               |               |               |               |               |               |               |               |               |               |               |               |               |               |               |               |               |               |               |               |               |               |               |               |               |               |               |               |               |               |               |               |               |               |               |               |               |
| 2 | Joinville     | 3             | 2             | 1             | 0             | 1             | 2             | 2             | 0             | 0             | 1             |               |               |               |               |               |               |               |               |               |               |               |               |               |               |               |               |               |               |               |               |               |               |               |               |               |               |               |               |               |               |               |               |               |               |               |               |               |               |
| PG - pontos ganhos; J - jogos; V - vitórias; E - empates; D - derrotas; GP - gols pró; GC - gols contra; SG - saldo de gols; PRO - gols na prorrogação; PÊN - gols nos pênaltins |               |               |               |               |               |               |               |               |               |               |               |               |               |               |               |               |               |               |               |               |               |               |               |               |               |               |               |               |               |               |               |               |               |               |               |               |               |               |               |               |               |               |               |               |               |               |               |               |               |

|  |                                        |
|  | Campeão da Copa Santa Catarina de 2008 |

| Campeão | Vice-Campeão | Jogo 1 | Jogo 2 | Prorrogação |
| ------- | ------------ | ------ | ------ | ----------- |
| Brusque | Joinville    | 2x0    | 0x2    | 0x0**       |

*O Joinville teve a última partida jogada em casa, pois teve melhor campanha na fase inicial.

**Como a prorrogação terminou empatado, realizou-se uma disputa de pênaltis, resultando em 4x1 para o time brusquense.

## Campeão Geral
| Campeonato Catarinense de 2008 |
| ------------------------------ |
| Figueirense 15º Título         |